# ان‌جی‌سی ۵۱۷۷
ان‌جی‌سی ۵۱۷۷ (انگلیسی: NGC 5177) نام یک کهکشان در صورت فلکی دوشیزه است.